# Poker en 2003
Cet article résume les événements liés au monde du poker en 2003.

## Tournois majeurs

### World Series of Poker 2003
Chris Moneymaker remporte le Main Event, pour lequel il s'est qualifié via un satellite en ligne.

### World Poker Tour Saison 1
| Étape                 | Vainqueur          |
| --------------------- | ------------------ |
| World Poker Open      | Dave Ulliott       |
| Euro Finals of Poker  | Christer Johansson |
| L.A. Poker Classic    | Gus Hansen         |
| Party Poker Million   | Howard Lederer     |
| World Poker Challenge | Ron Rose           |
| WPT Championship      | Alan Goehring      |

### World Poker Tour Saison 2
| Étape                            | Vainqueur       |
| -------------------------------- | --------------- |
| Grand Prix de Paris              | David Benyamine |
| Legends of Poker                 | Mel Judah       |
| Borgata Poker Open               | Noli Francisco  |
| Ultimate Poker Classic           | Erick Lindgren  |
| World Poker Finals               | Hoyt Corkins    |
| Five Diamond World Poker Classic | Paul Phillips   |

### Crown Australian Poker Championships 2003
Peter Costa remporte le Main Event.

## Poker Hall of Fame
Bobby Baldwin est intronisé.